# PR rating
PR rating (znany także jako wskaźnik PR i wskaźnik PR-rating) – system opracowany przez firmę AMD w połowie lat dziewięćdziesiątych jako metoda służąca do porównywania ich własnych procesorów, zgodnych z modelem programowym IA-32, z procesorami x86 Intela. Litery PR oznaczają „Performance Rating” – „wskaźnik wydajności”, choć wiele osób omyłkowo uważało, że znaczyły one „Pentium Rating” („wskaźnik Pentium”), jako że „PR rating” był najczęściej używany do porównań z procesorami Pentium produkowanymi przez Intel.

## Powstanie i rozwój
System ten po raz pierwszy został użyty w 1996 roku w kontekście procesora AMD 5x86. Do nazwy procesora dodano oznakowanie „PR75”, co miało oznaczać, że był tak samo wydajny jak Pentium o szybkości taktowania zegara 75 MHz, pomimo że chip AMD był taktowany inną częstotliwością.
Nieco później w tym samym roku, firma Cyrix zaadaptowała ten sam system do oznakowania ich procesorów serii 6x86 i 6x86MX. Te procesory działające w środowisku Windows 95 były znacznie bardziej wydajne niż ich Intelowskie odpowiedniki taktowane tą samą częstotliwością zegara, a więc Cyrix dał swoim chipom wskaźnik o stopień lub dwa wyższy, niż wynikałoby to tylko z samej częstotliwości taktowania. AMD zrobił podobnie z własnym procesorem K5, ale porzucił ten system po wejściu na rynek procesora K6.
Po zniknięciu z rynku Cyrixa MII (sprzedawanego wcześniej jako 6x86MX) w 1999 roku wydawało się, że schemat PR odszedł razem z nim, ale AMD wznowiło go w 2001 po wypuszczeniu na rynek linii procesorów Athlon XP. W przypadku Athlonów, nie są one jednak porównywane do produktów Intela, ale raczej do wczesnych modeli Athlona – wersji [[AMD Athlon#Athlon Thunderbird|Thunderbird]].

## Krytyka
Schemat PR rating był od początku kontrowersyjny i krytykowany przez wielu ekspertów. Opierał się on jedynie na zbiorze testów porównawczych („benchmark”), które mierzyły tylko wydajność procesora przy obliczeniach stałoprzecinkowych, które były szczególnie mocną strona K5 i 6x86. Oba te procesory wyraźniej ustępowały jednak Pentium przy obliczeniach zmiennoprzecinkowych. Wielu ekspertów uważało, że procesory oznakowane „PR” były kiepskim wyborem do zadań takich jak gry, obróbka wideo czy muzyki, inni uważali jednak, że większość użytkowników spędza najwięcej czasu używając aplikacji biurowych, oraz że znacznie niższe ceny tych procesorów ogólnie usprawiedliwiają takie oznakowania. W każdym razie kwestia PR rating jest kontrowersyjna do dziś.
Sam system PR rating nie jest już tak samo krytykowany jak kiedyś, gdyż wszystkie wersje Athlona przeprowadzają operacje zarówno stałoprzecinkowe, jak i zmiennoprzecinkowe z wydajnością podobną do procesorów Intela. Jednakże oznaczanie procesorów samą częstotliwością, czy też używając wskaźnika PR, nie daje pełnej informacji o realnej mocy procesora.